# Can Gratacós
Can Gratacós és una obra noucentista d'Olot (Garrotxa) protegida com a bé cultural d'interès local.

## Descripció
És una gran casa de planta rectangular amb baixos, dos pisos superiors i golfes. El seu estil és marcadament francès. Té un teulat a quatre aigües amb teules vidriades de color blau amb lluernes a les golfes. Va ser estucada amb colors ocre clar i els detalls ornamentals foren estucats en gris. Cal destacar las garlanda situada sota la cornisa, amb fullatges i brots de raïms. Els baixos disposen d'unes grans finestres que permeten gaudir de les vistes del jardí; el primer pis, compta amb una ampla balconada amb balustrades i testos decorats en forma de copa. La porta principal porta les inicials "J.C.".

## Història
L'eixample és un projecte promogut per Manuel Malagrida, olotí enriquit a Amèrica. Aquest va encarregar a l'arquitecte J. Roca i Pinet l'elaboració d'una ciutat jardí, amb zones verdes i xalets unifamiliars. A partir del Passeig de Barcelona i del riu Fluvià, dibuixà una disposició radiocèntrica de carrers amb dos focus (la Plaça d'Espanya i la d'Amèrica) units pel Pont de Colom. Poc després es començaren les obres de l'hemisferi espanyol i es bastiren nombroses cases amb la tipologia establerta.